# Zechariah al-Dahiri
Zechariah al-Dahiri (hébreu : זכריה אלצ'אהרי ; arabe : Yahya ben Saïd) est un poète et voyageur juif yéménite du XVIe siècle s'étant rendu en Inde, en Perse, en Mésopotamie, en Anatolie, en Syrie, en Palestine, en Égypte, et en Éthiopie. Ses souvenirs de voyage servent de fond à son œuvre majeure, le Sefer ha-Moussar. 